# 马叙生
马叙生（1927年2月—2002年7月30日），山东威海人，中华人民共和国政治人物、外交官。

## 生平
1943年12月加入中国共产党。1984年，接替李强奋担任中华人民共和国驻德意志民主共和国大使。1988年，由张大可接任，其改任中华人民共和国驻南斯拉夫社会主义联邦共和国大使。

## 家庭
其夫人名为孙苗伊。

## 荣誉

### 外国勋章奖章
- 各国人民友谊大星勋章（东德，1988年3月3日于柏林颁发[4]）